# 4 Strings
4 Strings is een tranceproject dat in 2000 werd opgericht door de dj's Carlo Resoort (1 maart 1973) en Jan De Vos (9 augustus 1974).

## Biografie
Carlo Resoort was al in de jaren 90 actief als dj en had in 1997 onder de naam Carlos zijn eerste grote hit: "The Simarillia". Samen met Jan De Vos richtte hij in 2000 het project 4 Strings op. De groep had succes met hun singles "Day Time" (2000) en "Into the Night" (2001), maar brak pas echt door toen laatste werd voorzien van vocals en het een jaar later onder de naam "Take Me Away (Into the Night)" een wereldwijde hit werd. Officieel werden deze track en een aantal following hits gecrediteerd aan Vanessa van Hemert die ook in muziekvideo's voorkwam waar ze zang nabootste op een afspeelnummer. Later werd ontdekt dat de echte zang werd verzorgd door Susanne Teutenberg, een Duitse zangeres.
Teutenberg (en Van Hemert) is ook te horen in verschillende hits die volgden, waaronder "Diving" (2002), "Let it Rain" (2003) en "Summer Sun" (2004). In 2004, het jaar waarin hun tweede album "Turn it Around" werd uitgebracht, gingen er geruchten de ronde dat Van Hemert de groep zou verlaten. De reden hiervoor was dat er nummers waren uitgebracht waarop zij niet te horen was, maar Resoort ontkende de geruchten. Later, in 2005, verliet Van Hemert echter de groep. Na haar vertrek werkten de dj's samen met zangeressen als Tina Cousins, Nikola Materne en Samantha Fox.

## Discografie

### Albums
- Believe (2003)
- Turn It Around (2004)
- Mainline (2006)

### Singles
- Day Time (2001)
- Take Me Away (Into the Night) (2002)
- Diving (2002)
- Let It Rain (2003)
- Come Closer (2004)
- Summer Sun (2004)
- Back to Basics (2004)
- Turn It Around (2004)
- Desire (2005)
- Love Is Blind (2005)

- Sunrise (2005)
- Until You Love Me (2005)
- Hurricane (2006)
- Desire (2006)
- Jewel (2006)
- Mainline (2006)
- Take Me Away '06 (2006)
- Catch a Fall (2007)
- Take Me Away (Re-Ward Remix) (2008)
- The Way It Should Be (2008)

- Let Me Take Your Breath Away (2009)
- Take Me Away 2009 (2009)
- Music (2009)
- Sundown (2010)
- The Other Side (2012)
- Out to Nowhere (2012)
- Lights Out (2013)
- This Heart is Yours (2013)
- Galaxy (2014)
- Now, Reality (2018)

### Hitlijsten
| Single met eventuele hitnotering(en) in de Nederlandse Top 40 | Datum van verschijnen | Datum van binnenkomst | Hoogste positie | Aantal weken | Opmerkingen                       |
| ------------------------------------------------------------- | --------------------- | --------------------- | --------------- | ------------ | --------------------------------- |
| Take Me Away (Into the Night)                                 | 2002                  | 30-03-2002            | 25              | 6            | Dancesmash op Radio 538           |
| Diving                                                        | 2002                  | 14-09-2002            | 29              | 3            | Dancesmash op Radio 538           |
| Let It Rain                                                   | 2003                  | 26-07-2003            | 35              | 2            | Dancesmash op Radio 538           |
| Turn It Around                                                | 2004                  |                       | tip12           |              |                                   |
| If It Ain't Love                                              | 2022                  |                       | tip2            |              | met Lucas & Steve (feat. Lagique) |